# St. Thomas (Erlangen)

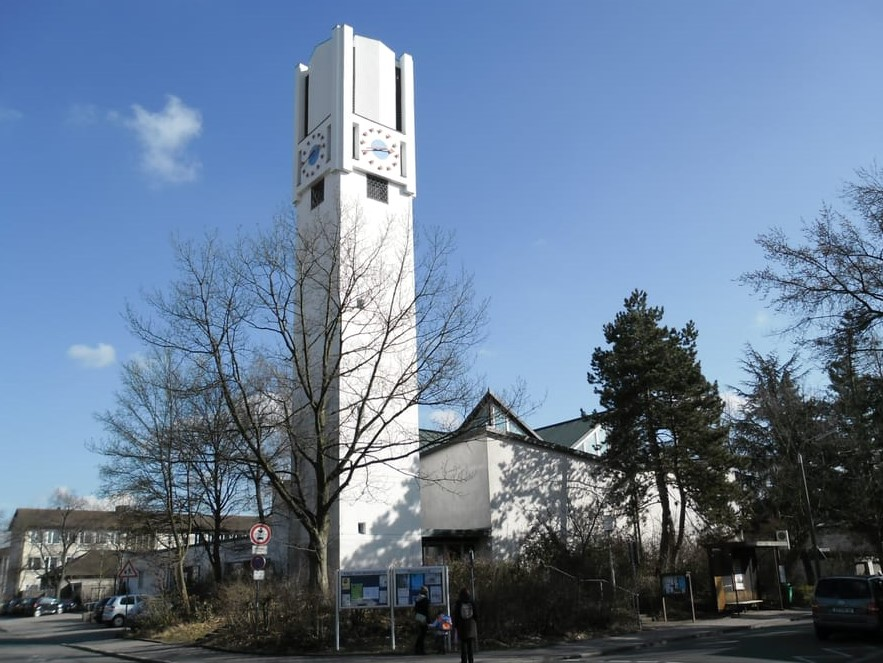
Außenansicht der Thomaskirche von Nordwesten

Die evangelisch-lutherische Pfarrkirche St. Thomas (meist Thomaskirche genannt) ist eine moderne Zeltkirche im Südosten der mittelfränkischen Stadt Erlangen. Sie wurde in den Jahren 1966 bis 1969 nach den Plänen des Architekten Wolfgang Gsaenger aus Georgensgmünd errichtet, der zuvor bereits für den Bau der evangelischen Matthäuskirche in Erlangen verantwortlich war.
Das Gotteshaus befindet sich in der Sebaldussiedlung, einem Stadtteil, der nach dem Zweiten Weltkrieg auf einer Rodungsfläche des namensgebenden Sebalder Reichswaldes entstanden ist. Das Gebiet der heute rund 2000 Mitglieder zählenden Gemeinde umfasst neben der Sebaldussiedlung auch die Siedlung um das 1978 erbaute Roncallistift der Caritas.

## Geschichte
Nachdem bereits 1963 das Gemeindezentrum fertiggestellt wurde, zu dem neben dem Gemeindesaal ein Kindergarten und Räumlichkeiten für die Evangelische Studentengemeinde gehören, entstand unter den evangelisch-lutherischen Bewohnern der neu angelegten Sebaldussiedlung der Wunsch nach einer eigenen Kirche. Im November 1966 legte man den Grundstein zum Kirchenbau. Mit der Kirchweihe am 9. Februar 1969 wurde die Thomaskirchengemeinde von der Kirchengemeinde St. Matthäus abgetrennt. Etwa zur selben Zeit entstand rund 300 Meter südlich die römisch-katholische Pfarrkirche St. Sebald (erbaut 1966/67).

## Beschreibung

### Architektur
Der moderne Zentralbau über quadratischem Grundriss beherbergt einen rund 8 Meter hohen, fensterlosen Kirchenraum mit etwa 400 Sitzplätzen, der sein Licht durch eine Dachlaterne im achteckigen Zeltdach bezieht. Diese setzt sich aus acht rautenförmig angeordneten Dreiecksfenster zusammen. Vier diagonal verlaufende, rote Holzträger strukturieren den Raum ebenfalls in Form einer Raute. Diese korrespondieren mit dem ziegelroten Fußboden und bilden einen Kontrast zu den weiß getünchten Wänden. An der nordwestlichen Ecke ist der Kirche ein 28 Meter hoher Campanile beigestellt.

### Ausstattung
Die wesentlichen Teile der Ausstattung stammen von dem Künstler Reinhart Fuchs aus Untersteinbach: das Osterkreuz, das an der Altarwand angebracht ist, der Altar, der der Form eines Brotlaibes nachempfunden ist, die Kanzel, die an ein aufbrechendes Kreuz erinnert, der Taufstein sowie einige Leuchter. Die Abendmahlsgeräte wurden 1974/75 von dem Erlanger Bildhauer Hans Gügel geschaffen. Die vier großformatigen Farbholzschnitte an den Wänden wurden 1972 von Bruder Benedikt W. Traut von der Christusbruderschaft Selbitz angefertigt.

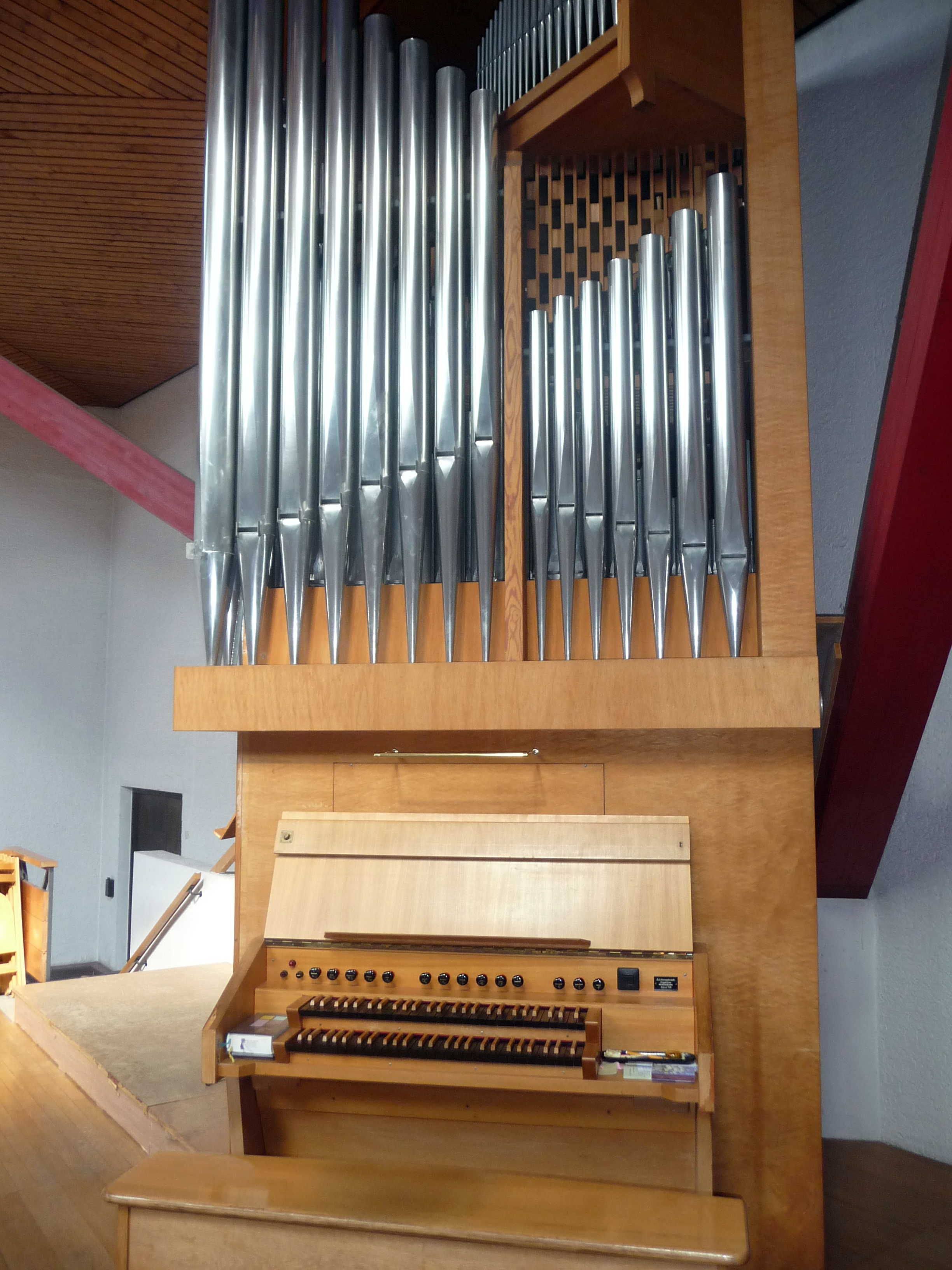
Orgel

Die Orgel der Thomaskirche wurde 1972 von dem Orgelbauer Eduard Hirnschrodt aus Regensburg geschaffen. Sie umfasst zwölf klingende Register auf zwei Manualen und Pedal. Aus dem Turm läuten drei Glocken, die 1974/75 von der Glockengießerei Perner in Passau gegossen wurden:
| Nr. | Name                       | Gussjahr | Gießer                | Schlagton | Aufschrift                                                        |
| --- | -------------------------- | -------- | --------------------- | --------- | ----------------------------------------------------------------- |
| 1.  | Taufglocke                 | 1974/75  | Rudolf Perner, Passau | e1        | Herr du hast uns gerufen. Wir danken dir.                         |
| 2.  | Einladungsglocke           | 1974/75  | Rudolf Perner, Passau | g1        | Herr, dich brauchen alle Menschen. Wir loben dich.                |
| 3.  | Sterbe- und Friedensglocke | 1974/75  | Rudolf Perner, Passau | a1        | Herr, Lebende und Tote rufst du zum Frieden. Wir hoffen auf dich. |

Im Vorraum zum Gemeindesaal ist eine großformatige Schnitzerei von Noachs Arche aus der frühen Schaffenszeit des Bildhauers Walter Habdank angebracht.